# Óscar Linton
Óscar Antonio Linton Bethancourt (29 gennaio 1993) è un calciatore panamense, difensore del Santos de Guápiles e della nazionale panamense.

## Carriera

### Club
Ha giocato nella massima serie panamense ed in quella maltese.

### Nazionale
Nel 2020 ha esordito in nazionale maggiore; in precedenza tra il 2010 ed il 2012 aveva giocato 6 partite nella nazionale Under-20.